# Fran Silvestre Arquitectos
Fran Silvestre Arquitectos é um atelier com base em Valência composto por um grupo multidisciplinar de arquitetos que foi fundado em 2005 pelo arquiteto Fran Silvestre.

## Biografia
Fran Silvestre (05 de julho de 1976) formouse em Arquitetura pela Escuela Técnica Superior de Arquitectura de Valencia em 2001 e um ano depois formouse no planejamento urbano na Technische Universität Eindhoven. Em 2002, ele ganhou uma bolsa para trabalhar no atelier do arquiteto Português Alvaro Siza, no Porto, e, desde então, têm realizado projetos em conjunto. Leciona na UPV desde 2006 e na Universidade Europeia desde 2009, sem interrupção. Desde 2012 é Diretor de Pós-Graduação Arquitetura Expert, que também envolveu Alvaro Siza, Eduardo Souto de Moura, Aires Mateus, Carlos Ferrater e Juan Domingo Santos.
Além disso, ele atuou como professor visitante em:
- Escuela Técnica Superior de Arquitectura de Sevilla (2008)
- Escuela Técnica Superior de Arquitectura de Granada (2006)
- Escuela Técnica Superior de Arquitectura de La Coruña (2009)
- Center for Architecture of New York (2012)
- Kansas State University (2012)
- Knoxville University (2012)
- School of Architecture and Design, Virginia Tech (2012)
- School of Architecture – Blacksburg (2012)
- Escuela de Arte de Almería (2013)

## Prémios
Ele já recebeu prêmios como o primeiro prêmio MHK em Berlim para a peça "Casa del Atrio"; foi finalista do concurso internacional para a Fundação para a Arquitectura Contemporânea de Córdoba e da peça "Casa en la ladera de un castillo". Também foi selecionado pela Fundação Caja de Arquitectos no programa cultural Arquia/Próxima para juntarse ao catálogo que contém os melhores trabalhos de arquitetura espanhola de 2008-2009. Além disso, foi premiado com Menção na categoria Arquitetura de COACV Awards para o projeto "Casa del Atrio" em Godella. Em 2013 ele recebeu o Red Dot Award: Product design 2013 pela “Casa del Acantilado”, em Calpe, e foi recentemente nomeado para o German Design Award.